# Política de California
La reciente y actual política del estado de California son complejas e implican una serie de intereses arraigados.pensativos

## Cuestiones políticas

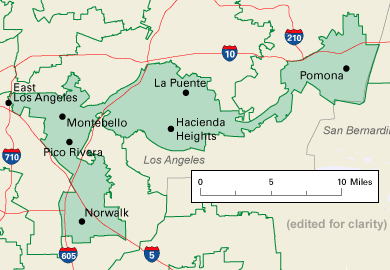
Hecho, con la ayuda de un ordenador, este distrito congresional es producto de gerrymandering del titular California. Este es el distrito del demócrata Grace Flores Napolitano, quien se lanzó sin oposición en 2004.

Se han producido en los últimos veinte años varios acontecimientos, muchos denominados como "crisis constitucional" por sus oponentes, incluyendo:
- El paso del límite de términos para la legislatura de California y la elección de la Mesa constitucional, que fue argumentada en todo el estado, y debatida en la Corte Suprema de California;
- Una prueba del proceso de ratificación de la Corte Suprema de Justicia, en la que un jefe liberal de justicia, Rosa Bird, y dos jueces liberales asociados, Joseph Grodin y Cruz Reynoso, fueron expulsados;
- Una plena revuelta fiscal sobre la "Proposición 13", en la cual dio resultado a la congelación de bienes raíces de los impuestos del 1% del último precio de la propiedad (además de un modesto máximo 2% de inflación anual); y
- una prueba de revocación de disposición estatal, en la que el gobernador Gray Davis fue revocado en la Elección Especial 2003.
- Un fracaso para aprobar un presupuesto hasta por casi tres meses después de la fecha límite constitucional (2008).

## Representación congresional
Muchos miembros del Congreso son de California. Entre los demócratas se encuentran los siguientes:
1. Rep. Nancy Pelosi del 8.º distrito (Presidenta de la Cámara)

2. Rep. George Miller del 7° distrito (Presidente del Comité en Educación y Trabajo)

3. Rep. Henry Waxman del 30° distrito (Presidente del Comité de Supervisión y Reforma)

4. Rep. Bob Filner del 51° distrito (Presidente del Comité en Asuntos Veteranos)

5. Rep. Howard Berman del 28° distrito (Presidente del Comité de Asuntos Exteriores)

6. Senadora Bárbara Boxer (Presidenta del Comité del Medio Ambiente y Obras Públicas)

7. Senadora Dianne Feinstein (Presidenta del Comité de Normas y Administración)
Entre los republicanos se encuentran:
1. Rep. Buck McKeon del 25° distrito (Miembro clasificado del Comité de Educación y Trabajo) 

2. Rep. David Drier del 26° distrito (Miembro clasificado del Comité de Reglamento)

3. Rep. Jerry Lewis del 41° distrito (Miembro clasificado del Comité de Créditos)

4. Rep. Duncan Hunter del 52°(Miembro clasificado del Comité de Servicios Armados)

## Partidos políticos
Los dos principales partidos políticos en California que actualmente tienen representación en la Legislatura del Estado y Congreso de los EE. UU. son el Partido Demócrata y el Partido Republicano. Hay cuatro partidos que califican para la boleta oficial de estado: Partido Independiente de América, Partido Verde, Partido Libertario y el Partido Paz y Libertad. 
De los 15,712,753 de votantes registrados en California para el 5 de febrero de 2008 para la elección primaria,
- 43.0% fueron demócratas,
- 33.3% fueron republicanos,
- 6.7% estaban afiliados a otros partidos políticos, y
- 19.4% no eran votantes partidistas ( "declinar a estatar").[1]

Por lo general, y como ocurre en la mayoría de estados de la Costa Oeste, el Partido Demócrata es tradicionalmente el partido más votado por los electores californianos.

## Sistema electoral
En la actualidad, solo los partidos Demócrata y Republicano tienen senadores o congresistas. Sin embargo, por un breve período al inicio del siglo XXI, el Partido Verde eligió a un miembro de la Asamblea del Estado de la región oriental del Área de la Bahía de San Francisco.
Actualmente California utiliza en sus elecciones el sistema de sufragio directo (escrutinio uninominal mayoritario), pero algunos municipios como San Francisco y Berkeley han optado por utilizar un sistema de votación preferencial, que actualmente se utilizan en Australia e Irlanda, más conocido popularmente en los Estados Unidos como segunda vuelta de votación instantánea o elección de votos clasificados.
Las elecciones locales en California de los con y la ciudad son oficialmente no partidista y las afiliaciones de los partidos políticos no están incluidas en las papeletas electorales locales.

## Secesionismo
Existe un pequeño pero creciente movimiento de californianos que cree que por diversas razones deben California separarse de los Estados Unidos. Las justificaciones van desde una brecha en el entorno social y político entre los dos a proteccionismo económico.